# Supranówka (przystanek kolejowy)
Supranówka (ukr. Супранівка) – przystanek kolejowy w miejscowości Supranówka, w rejonie tarnopolskim, w obwodzie tarnopolskim, na Ukrainie. Położony jest na linii Odessa – Lwów.